# Oratorio di Sant'Antonio Abate (Pieve Ligure)
L'oratorio di Sant'Antonio abate è un luogo di culto cattolico situato nel comune di Pieve Ligure, in via alla Chiesa, nella città metropolitana di Genova. La chiesa è a poche centinaia di metri dalla chiesa parrocchiale di San Michele Arcangelo.

## Storia

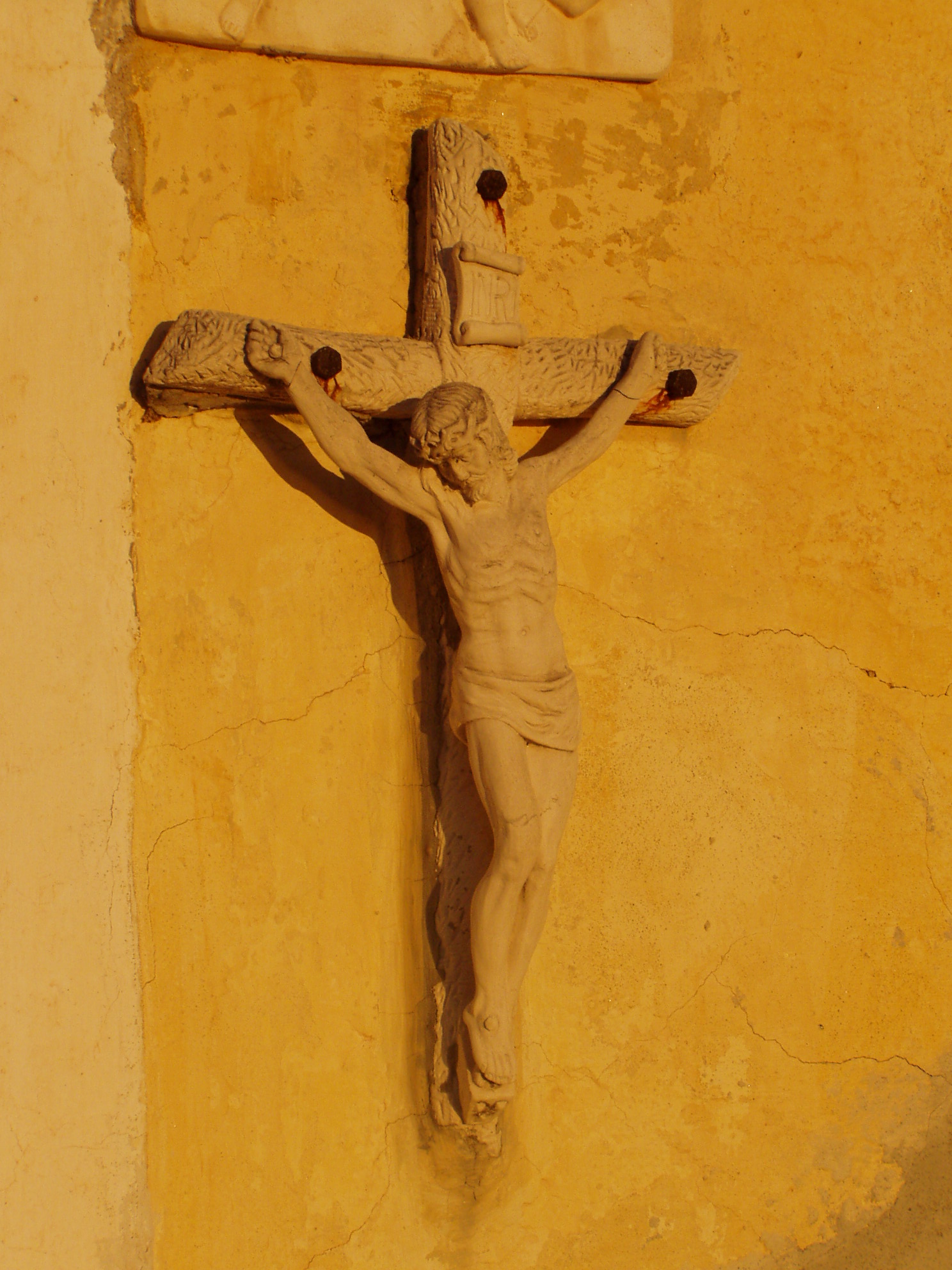
Antico crocifisso all'esterno dell'oratorio

Gli storici genovesi fanno risalire al 1260 l'estendersi in tutta l'Italia Settentrionale del movimento penitenziale dei flagellanti (o disciplinanti). Proprio da questo movimento, presero origine tante confraternite genovesi, che sorgevano per restituire agli uomini quella spiritualità che forse mancava nella Chiesa dell'epoca. Poco più di un secolo dopo, nel 1399, un altro movimento ridava forza alle confraternite e ne faceva sorgere altre: era il cosiddetto movimento dei "Bianchi di Provenza", così chiamato dalla veste indossata dai suoi componenti, che percorse le Riviere dirigendosi verso Roma, predicando la misericordia, la pace e la riconciliazione degli uomini, tra di loro e con Dio. Fu proprio in quell'epoca che, come in altre località della Riviera, sorse a Pieve Ligure l'oratorio della Confraternita di Sant'Antonio abate, lungo la strada che dalla chiesa portava a San Bernardo.
L'inaugurazione avvenne nel 1404, come riportato da una targa all'ingresso dell'edificio. L'oratorio fu dedicato a sant'Antonio abate poiché il santo, patrono degli animali (e in particolare di quelli da stalla e da cortile), era molto sentito dalla cittadinanza pievese, che faceva grande affidamento sull'allevamento. Infatti è risaputo che molti pievesi ponevano un'immagine del santo nelle stalle in protezione delle bestie. Pieve volle pertanto intitolare a questo santo la sua confraternita, imitando le altre associazioni religiose rurali del Genovesato.
La quasi assoluta mancanza di documentazione non ha mai permesso di ricostruire una puntuale storia di questa confraternita. La più antica citazione che si conserva dell'oratorio di Pieve è la relazione dell'illustre visita che il delegato del papa, monsignor Francesco Bossi, fece alle chiese ed oratori della diocesi genovese nel 1582. Questa visita doveva accertare la giusta applicazione dei dettami del Concilio di Trento nella liturgia, nell'architettura e nelle decorazioni degli edifici religiosi. Nel caso di Pieve, si tratta di poche note che segnalano modifiche dell'altare, la tenuta di libri contabili e l'obbligo di distribuire anche ai poveri il pane che erano distribuite ai confratelli nel giorno della festa del santo patrono.

## Descrizione

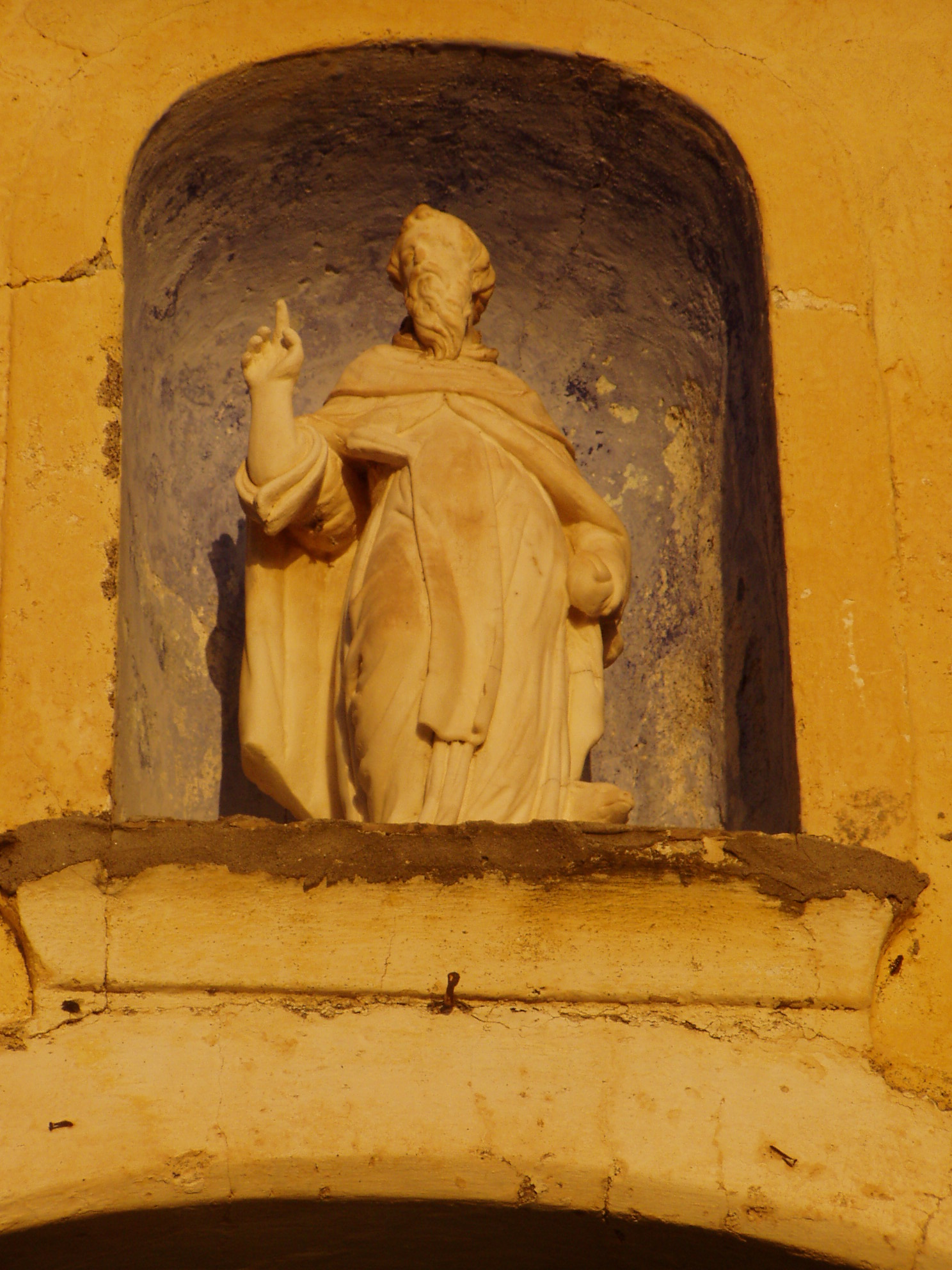
Antica statuetta raffigurante Sant'Antonio abate

Oggi l'edificio dell'oratorio è ancora in buono stato di conservazione e presenta la tipica architettura degli oratori delle confraternite liguri: una sola navata, il tetto esternamente a capanna e la volta a botte. La porta d'ingresso è laterale e questa particolarità, tra l'altro comune a buona parte degli oratori liguri, è dovuta al fatto che in controffacciata, all'interno dell'edificio, sono collocati i seggi lignei riservati ai membri del Consiglio della Confraternita. 
L'oratorio si può quindi dividere in due parti: quella verso l'altare maggiore dedicata alle funzioni religiose e quella verso il fondo dove si riunivano i membri che governavano la confraternita. La volta, le pareti e la parete di fondo sono decorate con affreschi risalenti al 1702. A causa però del pessimo stato di conservazione, negli anni settanta del Novecento furono in gran parte restaurati dal pittore bogliaschino Luigi Bozzo detto Luisitto. Gli affreschi raffigurano i misteri del Rosario e, sulla parete di fondo, la rappresentazione dell'Ultima Cena (anche in questo caso secondo una particolarità di tanti oratori liguri). 
Interessanti oggetti, simbolo del potere nella confraternita, sono le mazze pastorali. Venivano portate nelle processioni dal Superiore e dal Sottosupe e sono costituite da un'immagine del Santo protettore, generalmente fusa in argento, retta da un bastone in legno. Quelle di Sant'Antonio di Pieve rappresentano i Santi Antonio ed Erasmo, quest'ultimo patrono della confraternita di Sori, alla quale Pieve era collegata da un rapporto di collaborazione, insieme alle confraternite di Sant'Ilario e di Bogliasco. Gli oggetti in argento fuso cesellato con un delicato disegno risalgono alla metà del XIX secolo e furono probabilmente rifatti dopo che a fine Settecento i due precedenti finirono nelle requisizioni della Repubblica Ligure. 
Da segnalare il prezioso trittico datato 1520, inizialmente attribuito ad un seguace di Pietro Francesco Sacchi, definitivamente attribuito al Maestro dopo l'intervento di restauro del 1978. Esso raffigura sant'Antonio abate benedicente, attorniato da san Giovanni Battista e san Benedetto, mentre nella cimasa è rappresentato il Cristo morto tra la Vergine e l'Angelo. La data di esecuzione (1520), si è scoperta dopo il restauro sul muretto dipinto sullo sfondo. 
Un'altra particolarità che si è potuto notare nel corso del restauro è che il pittore, per lo scomparto dove ha raffigurato san Giovanni Battista, ha utilizzato un pannello in legno di abete anziché di pioppo come gli altri scomparti e come usualmente si faceva.